# Фрідрих Теодор Шуберт
Фрідрих Теодор (Федір Іванович) Шуберт (нім. Friedrich Theodor von Schubert, рос. Фёдор Иванович Шуберт; 1758—1825) — німецько-російський математик, астроном, геодезист і популяризатор науки. Академік Петербурзької академії наук (1789).

## Життєпис
Народився в Гельмштадті у Німеччині в родині відомого вченого богослова і оратора Йоганна Ернста Шуберта, в 1783 переїхав до Росії, спочатку в Ревель, де отримав посаду ревізора Гапсальского повіту, а в 1785 був назначений географом при Петербурзькій академії наук, причому першою його справою у зв'язку з цією посадою був устрій пошкодженого пожежею Готторпського глобуса. Ад'юнкт Петербурзької академії наук з 1786 і академік з 1789. З 1804 завідував академічною обсерваторією. Займався питаннями морехідної астрономії, з його ініціативи були створені морські астрономічні обсерваторії в Миколаєві і Кронштадті.
В астрономії основні праці Шуберта відносяться до практичної астрономії та небесної механіки. Розробляв теорії руху Марса, Місяця, Урану, Церери. У 1805 разом з сином брав участь у невдалій російській експедиції в Китай. Здійснив магнітні спостереження за маршрутом Петербург—Казань—Тобольськ—Іркутськ. Поряд з науковою роботою, займався популяризацією астрономії, в Петербурзі в 1798 вперше опублікував курс теоретичної астрономії, який за пропозицією П'єра-Симона Лапласа був перекладений французькою мовою і виданий у Західній Європі. Автор «Керівництва до астрономічних спостережень…» (1803, німецькою мовою, переклад на російську мову здійснив І. І. Фіцтум). Широку популярність мала його книга «Популярна астрономія» (частини 1-3, 1804—1810), в якій описана історія астрономії від давнини до появи «Небесної механіки» Лапласа.
У математиці праці Шуберта (пов'язані з астрономією і картографією) відносяться до сферичної геометрії, де він вивчив властивості локсодроми, у роботах 1788-89 ввів терміни «конформна проєкція». Крім того, у Шуберта є праці з алгебри та теорії особливих точок кривих.
З 1808 по 1818 видавав календарі «Кишеньковий місяцеслів» і «Морський місяцеслів» для потреб морського флоту, з 1810 по 1825 редагував газету St. Petersburger Zeitung, котра виходила в Санкт-Петербурзі німецькою мовою.
У 1813 Шуберт був прийнятий до числа почесних членів державного адміралтейського департаменту. У 1816 став дійсним статським радником. Нагороджений орденом Святого Володимира 4-го ступеня, згодом орденом Святого Володимира 3-го ступеня і орденом Святої Анни 2-го ступеня з алмазами.
Його син, Федір Федорович Шуберт, був вченим-геодезистом, генералом від інфантерії і керівником Корпусу військових топографів Російської армії. Правнучка — Софія Василівна Ковалевська — відомий математик.